# Arni (Argovia)
Arni es una comuna suiza del cantón de Argovia, situada en el distrito de Bremgarten. Limita al noreste con las comunas de Oberwil-Lieli y Aesch bei Birmensdorf (ZH), al este con Islisberg, al sureste con Hedingen (ZH), al sur con Jonen, al suroeste y oeste con Oberlunkhofen, y al noroeste con Unterlunkhofen.